# Žuti žednjak
Žuti žednjak (bolonjski žednjak, lat. Sedum sexangulare), biljna vrsta iz porodice tustikovki. raste i u Hrvatskoj, gdje je jedna od najzastupljenijih vrsta iz roda žednjaka. Sukulent vrlo raširen kod nas, a posebno u dijelovima Italije, Francuske, pa i u Velikoj Britaniji. Naraste do 15 centimetara, a ima žute cvjetove privlačne kukcima. Često se uzgaja kao ukrasna biljka
Stariji su mu nazivi hirnjak pećinski i žednjak šesteronizni